# Кфар-Шмарьягу
Кфар-Шмарьягу (ивр. כפר שמריהו‎) — местный совет в Израиле, находящийся в Тель-Авивском округе. Совет был основан в 1937 году во время Пятой алии в Израиль. Площадь составляет 2,6 км².
Посёлок назван по имени Шмария Левина, деятеля сионистского движения и депутата первой думы Российской империи.
Посёлок Кфар-Шмарьягу непосредственно примыкает к городу Герцлия. Кфар-Шмарьягу считается одним из наиболее престижных и богатых мест проживания в Израиле и состоит в основном из вилл. Рейтинг социально- экономического развития на 2017 год — 10 из 10. Недалеко от поселка находится Арсуф (Национальный парк Аполлония).

## История
Об основании нового поселка Кфар Шмариягу 20 мая 1937 года написала старейшая израильская газета Давар.
Поселок был создан компанией Раско для выходцев из Германии.
Компания приобрела землю для ферм и земельных участков, поселок был задуман как сельскохозяйственное поселение .
В 1939 году в поселке был основан молочный завод, который в 1953 году стал израильской компанией по производству молока Тене Нога.
В 1949 году поселок был расширен в связи с прибытием новых репатриантов и в 1950 году стал местным советом .
В 1958 году, после соглашения о репарациях с Германией, жители поселка получили высокую ренту из Германии, стали богатыми и отказались от сельского хозяйства в пользу свободных профессий.
В Кфар Шмарьягу находится сад скульптур родившейся в Германии художницы 70-х годов XX века Ката Эфраим Маркус.
Недавно в поселке был открыт региональный центр лечения испытывающих трудности обучения «Каланит».

## Население
По данным Центрального статистического бюро Израиля, население на начало 2020 года составляло 1 938 человек.